# روزا آواگیان
روزا واهانی آواگیان (ارمنی: Ռոզա Վահանի Ավագյան؛ زادهٔ ۹ سپتامبر ۱۹۲۶ - درگذشته تاریخ نامعلوم) یک برزشناس و سیاستمدار اهل ارمنستان بود که از ۱۹۷۹ تاریخ تا تاریخ ۱۹۸۴ سمت نمایندگی مجمع دهم شورای عالی اتحاد شوروی را برعهده داشت.

## زندگی‌نامه
وی در ۹ سپتامبر ۱۹۲۶ در آغاوناتون به دنیا آمد . همچنین برندهٔ جوایزی همچون قهرمان کار سوسیالیست (۱۹۶۶)، نشان لنین (۱۹۶۶)، نشان پرچم سرخ کار (۱۹۷۱) و مدال به مناسبت یکصدمین سالگرد تولد ولادیمیر ایلیچ لنین (۱۹۷۰) شده است. تاریخ مرگ وی نامعلوم است.